# Branden Robinson
G. Branden Robinson es un desarrollador Debian, conocido por sus contribuciones en el empaquetado del X Window System, y su puesto como Líder del Proyecto Debian (DPL) desde abril de 2005 a abril de 2006.
- Datos: Q584109